# Чукин, Михаил Витальевич
Михаил Витальевич Чукин (род. 2 сентября 1964) — российский учёный и педагог. Профессор, доктор технических наук. Специалист в области металлургии. Ректор Магнитогорского государственного технического университета с 2018 года.

## Биография
Родился 2 сентября 1964 года. Отец, Виталий Васильевич — металловед, мать — Людмила Владимировна Лобанова, врач.
В 1981 году поступил в Магнитогорский горно-металлургический институт им. Г. И. Носова (ныне Магнитогорский государственный технический университет, МГТУ). После окончания второго курса перевёлся в Белорусский политехнический институт который и окончил в 1986 году.
После окончания института возвратился в Магнитогорск. С 1986 года — ассистент кафедры прокатно-волочильного производства Магнитогорского горно-металлургического института. В 1988—1991 — в аспирантуре МГМИ.
Прошёл путь от ассистента до профессора и ректора. Профессор кафедры машиностроительных и металлургических технологий в 2002—2005 годах. С 2007 года — заведующий кафедрой машиностроительных и металлургических технологий, в 2012—2014 годах — проректор по научной и инновационной работе.
В 2017 году победил на выборах ректора Магнитогорского государственного технического университета, 1 марта 2018 года был утверждён в этой должности Министерством образования России.
Специалист в области технологии производства изделий с заданным уровнем качества из металлических материалов различных классов, включая композиционные материалы.
Выполнял ряд научных исследований по грантам Министерства образования и науки Российской Федерации. Прикладные результаты разработок внедрены на многих металлургических предприятиях России.
Под его научным руководством защитили диссертации два доктора и восемь кандидатов технических наук. Автор более 200 научных трудов (в том числе девять монографий), имеет шесть патентов на изобретения.